# Rupin Gahlawat
Rupin Gahlawat Rupin (ur. 2004) – indyjski zapaśnik walczący w stylu klasycznym. Wicemistrz Azji w 2023. Trzeci na MŚ kadetów w 2019 roku.